# Jéssica Paula
Jéssica Paula Prego (Rio Verde, 29 de julho de 1991) é uma jornalista, escritora, palestrante, apresentadora e influenciadora digital
brasileira que tornou-se a 1ª pessoa com deficiência a cruzar os Lençóis Maranhenses de muletas. Também foi a 1ª mulher com deficiência a escalar o Pão de Açúcar.

## Biografia
Nascida em Rio Verde, interior de Goiás, aos seis anos de idade uma infecção de garganta migrou para a medula, foi quando Jéssica Paula perdeu a mobilidade das pernas. Com o diagnóstico de Mielite Transversa precisou passar por reabilitação no Hospital Sarah Kubitschek, onde reaprendeu a sentar e a usar a cadeira de rodas. Após o tratamento, seguiu evoluindo nas adaptações até conseguir andar com auxílio das muletas que utiliza até os dias de hoje. 
Na juventude, Jéssica saiu do interior de Goiás,  para estudar jornalismo na Universidade de Brasília. Durante a faculdade realizou sua primeira viagem sozinha para cobrir Jogos dos Povos Indígenas em Tocantins. Na mesma época, começou a escrever e fotografar conteúdos de cunho jornalístico. Foi através de trabalhos realizados para revistas, jornais e televisão que surgiram as primeiras viagens internacionais. 
Ainda no decorrer da universidade, fez intercâmbio e morou na Espanha onde estudou reportagem especial na Universidad Carlos III de Madrid. Durante esse período, conheceu diversos países da Europa e norte da África. Esteve em lugares pouco visitados do mundo, como a Mauritânia, Sudão, Sudão do Sul e Saara Ocidental e, por diversas vezes, foi a única mulher nos ônibus, hotéis e restaurantes por onde passou. Com isso, tornou-se a primeira jornalista paraplégica do Brasil a cobrir uma zona de conflito.

## Carreira
Ao voltar para o Brasil, passou a atuar como produtora e repórter na TV Brasília e RedeTV! e foi quando resolveu transformar sua viagem em no livro "Estamos Aqui", que narra a saga de Jéssica pelas regiões de conflito armado na Etiópia, Sudão, Sudão do Sul e Uganda. O livro foi vencedor da Expocom – Exposição de Pesquisa Experimental em Comunicação de 2015 em âmbito regional e nacional na categoria de livro-reportagem. 
Em 2021 estabeleceu o marco de ser a primeira pessoa com deficiência a cruzar os Lençóis Maranhenses de muletas. O feito foi realizado após três dias de travessia. No ano seguinte, tornou-se a primeira pessoa com deficiência a estrelar uma campanha sobre viagem em horário nobre na TV aberta. 
No ano seguinte, Jéssica Paula estrelou como apresentadora do reality show "Roteiro em Família" disponibilizado na plataforma de streaming da CVC Brasil.
A proposta de Jéssica é mostrar que as pessoas com deficiência podem ocupar qualquer lugar. E foi nessa toada que decidiu, em 2023, escalar o Pão de Açúcar, tornando-se, mais uma vez, a 1ª mulher com deficiência a escalar o cartão postal brasileiro. A jornalista já percorreu mais de 200 mil quilômetros pelo mundo, conhecendo, até então, 37 países.

## Filmografia

### Televisão
| Ano  | Título                        | Cargo         | Canal                    |
| ---- | ----------------------------- | ------------- | ------------------------ |
| 2023 | Que História É Essa, Porchat? | Entrevistada  | Temporada 4, episódio 21 |
| 2022 | Roteiro em Família            | Apresentadora | Streaming CVC Brasil     |

## Obras

### Literatura
- 2015: Estamos Aqui - Histórias das Vítimas de Conflito no Leste Africano - (Publicação Independente)